# I-8 (автомагистраль)
I-8 (Interstate 8) — межштатная автомагистраль на юго-западе Соединённых Штатов Америки, длиной 348.25 миль (560.45 км). Она начинается на южной окраине Mission Bay в Сан-Диего, штат Калифорния и заканчивается в месте пересечения I-10 рядом с Каса-Гранде, штат Аризона. Interstate 8 проходит недалеко от государственной границы с Мексикой — например, в округе Империал расстояние между трассой и границей составляет всего 2 мили (3 км).
В Маунтин-Спрингс I-8 имеет самую широкую медиану среди всех межштатных автомагистралей в Соединённых Штатах — 1,5 мили (2,4 км).
|            | миль   | км  |
| Калифорния | 172    | 277 |
| Аризона    | 178.33 | 287 |
| Всего      | 350.33 | 564 |